# 東アウェル州
東アウェル州(ひがしアウェルしゅう、英語: Aweil East State)は、南スーダン北西部のバハル・アル・ガザール地方北部にかつて存在した州。2015年成立、2020年廃止。2014年の人口は52万9100人。州都はワニュジョク。

## 隣接州
- 北：東ダルフール州
- 北東：アビエイ(スーダンと南スーダンの間で係争中)
- 東：トゥィク州
- 南東：ゴグリアル州
- 南：アウェル州
- 西：ロル州

## 行政区画
以下の8郡に分かれる。
- ワニュジョク市
- ウンルング
- バーク
- マドゥホル
- マルアルバーイ
- マンガー・トング
- マンゴク
- ヤーゴトゥ
- ワーグエトゥ